# (23278) 2000 YD105
2000 واي دي 105 (ويعرف أيضًا باسم (23278) 2000 واي دي 105 وفق تسمية الكوكب الصغير) (بالإنجليزية: 2000 YD105)‏ هو كويكب ضمن حزام الكويكبات؛ وترتيبه 23278 من حيث الاكتشاف.
اكتُشف هذا الجُرم الفلكي بواسطة بحث لنكولن عن الكويكبات القريبة من الأرض في 28 ديسمبر 2000.

## وصلات خارجية
- (23278) 2000 YD105 في قاعدة بيانات مختبر الدفع النفاث لأجرام النظام الشمسي الصغيرة

- الاكتشاف · مخطط المدار ·  العناصر المدارية · المعلمات المادية

- (23278) 2000 YD105 على موقع ويكي سكاي: DSS2, SDSS, GALEX, IRAS, Hydrogen α, X-Ray, Astrophoto, Sky Map, Articles and images